# Bursaspor Basketbol
Il Bursaspor Basketbol, noto anche come Frutti Extra Bursaspor per ragioni di sponsorizzazione, è un club di pallacanestro turco con sede a Bursa. Milita nella Basketbol Süper Ligi e fa parte della polisportiva Bursaspor.

## Storia
Nella stagione 2018–19, il Bursaspor vince il campionato di Türkiye 1. Basketbol Ligi per la prima volta, venendo promosso in Basketbol Süper Ligi, la massima serie nazionale.

## Roster 2021-2022
Aggiornato al 1º ottobre 2021.
|    | Naz.                                                   | Ruolo | Sportivo             | Anno | Alt. | Peso |  |
| -- | ------------------------------------------------------ | ----- | -------------------- | ---- | ---- | ---- |  |
| 0  | Stati Uniti (bandiera)                                 | P     | Marlain Veal         | 1996 | 175  | 66   |  |
| 1  | Turchia (bandiera)                                     | C     | Tarık Sezgün         | 2001 | 211  | 113  |  |
| 2  | Stati Uniti (bandiera)                                 | G     | Allerik Freeman      | 1994 | 190  | 91   |  |
| 5  | Stati Uniti (bandiera) · Montenegro (bandiera)         | P     | Derek Needham        | 1990 | 180  | 83   |  |
| 7  | Turchia (bandiera)                                     | AG    | Metin Türen          | 1994 | 207  | 102  |  |
| 8  | Turchia (bandiera)                                     | G     | Birkan Batuk         | 1990 | 196  | 87   |  |
| 9  | Turchia (bandiera)                                     | P     | Ömer Al              | 1998 | 181  | 79   |  |
| 10 | Turchia (bandiera)                                     | G     | Onuralp Bitim        | 1999 | 198  | 93   |  |
| 11 | Serbia (bandiera)                                      | G     | Dragan Milosavljević | 1989 | 198  | 91   |  |
| 13 | Stati Uniti (bandiera) · Rep. Centrafricana (bandiera) | C     | Kevarrius Hayes      | 1997 | 206  | 103  |  |
| 15 | Turchia (bandiera)                                     | C     | Egemen Güven         | 1996 | 213  | 100  |  |
| 23 | Stati Uniti (bandiera)                                 | AG    | Dave Dudzinski       | 1992 | 206  | 103  |  |
|    | Stati Uniti (bandiera)                                 | P     | Andrew Andrews       | 1993 | 188  | 91   |  |

### Staff tecnico
| Allenatore: | Dušan Alimpijević |
| Assistente: | Serhan Kavut      |

## Palmarès
- Türkiye Basketbol Ligi: 1

2018-2019